# Stralsund
Stralsund es una ciudad hanseática, capital del distrito Pomerania Occidental-Rügen en el estado federado de Mecklemburgo-Pomerania Occidental, Alemania, situada a orillas del mar Báltico, concretamente del Strelasund. Un puente (el Rügendamm) y varios ferris la conectan con los puertos de la isla de Rügen. Tenía alrededor de 57 357 habitantes en 2012.

## Historia
La ciudad fue fundada en el siglo XIII por colonos eslavos procedentes de Rügen. Durante los años siguientes llegaron comerciantes alemanes y la ciudad comenzó a prosperar. Esto molestó a la poderosa ciudad de Lübeck, la cual incendió Stralsund en 1249. Más tarde sería reconstruida y rodeada por una sólida muralla con 11 puertas y 30 torres de vigía.
En 1293, Stralsund se convirtió en miembro de la Liga Hanseática y, por consiguiente, aliada de Lübeck; 300 barcos surcarían el Báltico portando la bandera de Stralsund en el siglo XIV. La rivalidad entre la Liga Hanseática y el reino de Dinamarca condujo a una guerra abierta que terminó con el Tratado de Stralsund en 1370.

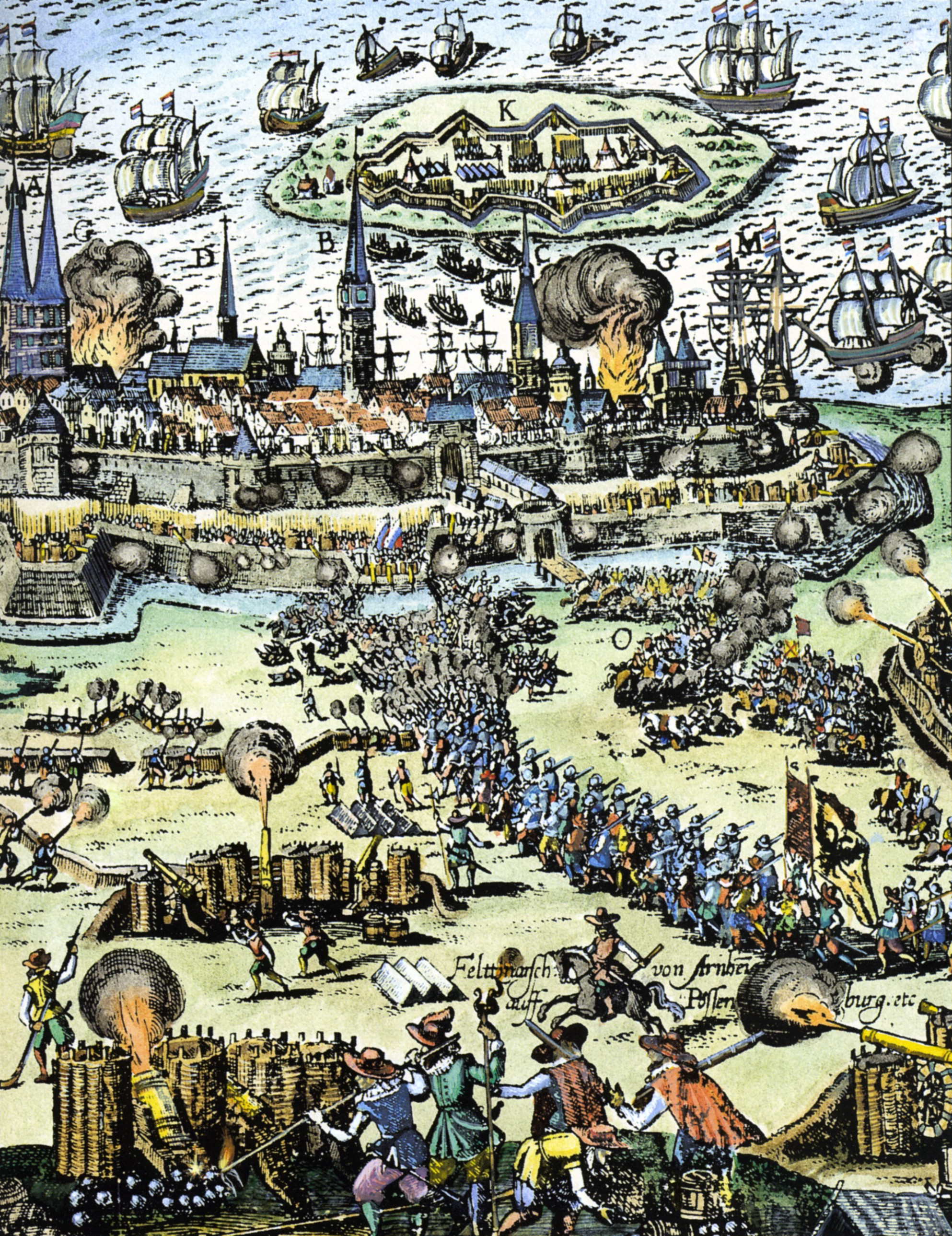
Sitio de Stralsund (1628) durante la guerra de los Treinta Años

Durante el siglo XVII fue también un escenario de la guerra de los Treinta Años. El general Albrecht von Wallenstein procedió a sitiar la ciudad en 1628, hasta que las tropas suecas llegaron en ayuda de la ciudad y forzaron su retirada. Tras la guerra, la Paz de Westfalia (1648) convirtió Pomerania Occidental en la Pomerania Sueca y la ciudad permaneció bajo dominio sueco hasta 1807, perdida tras el asedio de tropas napoleónicas. Después del Congreso de Viena en 1815 pasó a ser parte de Prusia.
Al repartirse Alemania las potencias aliadas tras el final de la Segunda Guerra Mundial, Stralsund quedó dentro de la República Democrática Alemana (RDA).
Con la caída del Muro de Berlín en 1989 y la Reunificación alemana, la ciudad se integró en la República Federal Alemana y la Unión Europea.

## Política
Stralsund constituye el feudo electoral de la canciller de Alemania Angela Merkel, la primera mujer que ejerce como jefe del gobierno en Berlín desde 2005.

## Economía
Al igual que el resto de la antigua RDA, Stralsund ha tenido problemas para acoplarse al sistema de la RFA. Sin embargo, la ciudad destaca por ser una de las que mejor ha sabido adaptarse a la Nueva Economía aprovechando las constantes subvenciones del gobierno federal y de la Unión Europea (UE).

## Patrimonio cultural
Junto con la ciudad de Wismar fue declarada Patrimonio de la Humanidad por la Unesco en el 2002, en el conjunto llamado Centros históricos de Stralsund y Wismar, justificándose porque Wismar y Stralsund eran los centros líderes de la sección véndica de la Liga Hanseática desde el siglo XIII al XV y centros administrativos y de defensa principales en el reino sueco de los siglos XVII y XVIII. Contribuyeron al desarrollo y la difusión de las técnicas de construcción en ladrillo y tipos de edificación, rasgos característicos de las ciudades hanseáticas en la región del Báltico, así como al desarrollo de sistemas de defensa en el período sueco.
Además, Stralsund y Wismar tienen una importancia crucial en el desarrollo de las técnicas de construcción y urbanismo que se hicieron típicos de las ciudades comerciales hanseáticas, bien documentadas en las principales iglesias parroquiales, el Ayuntamiento de Stralsund y los tipos de edificios comerciales como la Dielenhaus. Se protegen dos lugares:
| Código   | Zona      | Coordenadas                                |
| -------- | --------- | ------------------------------------------ |
| 1067-001 | Straslund | 54°18′09″N 13°05′7″E / 54.30250, 13.08528  |
| 1067-002 | Wismar    | 53°53′00″N 11°28′00″E / 53.88333, 11.46667 |

### Monumentos más importantes
- Nikolaikirche. Iglesia de San Nicolás (1276), la más antigua de Stralsund. En su interior se conserva un valioso reloj astronómico.
- Marienkirche. Iglesia de Santa María (1416), el mayor templo.
- Jakobikirche. Iglesia de San Jacobo (1303), destruida varias veces (una de ellas por el general Wallenstein y otra durante la Segunda Guerra Mundial).
- Katharinenkloster. Monasterio de Santa Catalina (siglo XIII), hoy museo oceanográfico.
- Ayuntamiento (siglo XIII).

## Hermanamientos
- Malmö (Suecia)[5]
- Stargard Szczeciński (Polonia)
- Trelleborg (Suecia)
- Ventspils (Letonia)